# Psolus victoriae
Psolus victoriae is een zeekomkommer uit de familie Psolidae.
De wetenschappelijke naam van de soort werd in 1971 gepubliceerd door Luiz Roberto Tommasi.